# Hallandsås
A Hallandsås ( PRONÚNCIA) ou Hallandsåsen é a mais alta montanha da Halland. É uma montanha do tipo horst, com um comprimento de 40 km e uma largura de 5-19 km, disposta no sentido noroeste- sudeste. O seu ponto mais elevado está em Högalteknall, a 226 metros de altitude. Está situada na fronteira entre as províncias históricas da Halland e da Escânia, indo da comuna de Båstad até à comuna de Örkelljunga.
A montanha é atravessada pelo túnel ferroviário de Hallandsås numa extensão de 8,7 km, ligando as duas vertentes norte e sul. 

## Etimologia e uso
O nome geográfico Hallandsås é composto pelas palavras Halland (província histórica da Suécia) e ås (cumeada), significando ”Cumes da Halland”.
Está mencionado como Hallandzaas, em 1406.
Localmente é conhecida como Åsen, e frequentemente é também designada como Hallandsåsen.